# Heilig Kreuz (Dungelbeck)

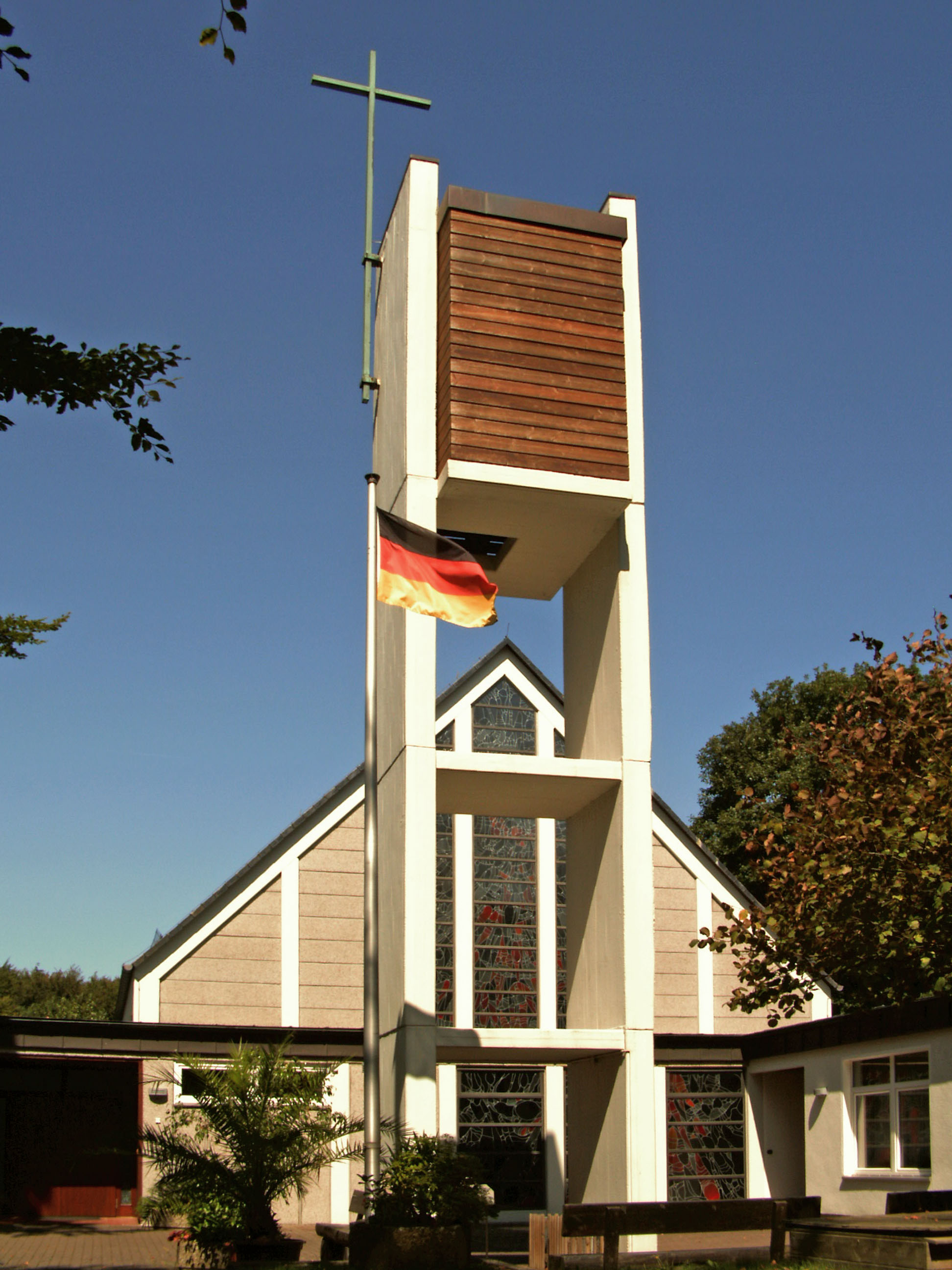
Heilig-Kreuz-Kirche

Die Kirche Heilig Kreuz ist die katholische Kirche in Dungelbeck, einem Stadtteil der Kreisstadt Peine in Niedersachsen. Sie gehört zur Pfarrgemeinde „Zu den heiligen Engeln“ mit Sitz in Peine, im Dekanat Braunschweig des Bistums Hildesheim. Die nach dem Kreuz Jesu benannte Kirche befindet sich am Escheberg, etwa 400 Meter außerhalb des Ortes, an der Bundesstraße 65 in Richtung Schmedenstedt.

## Geschichte
In Folge des Zweiten Weltkriegs vergrößerte sich die Zahl der Katholiken in dem seit der Reformation evangelischen Gebiet um Peine durch den Zuzug von Flüchtlingen und Heimatvertriebenen aus den Ostgebieten des Deutschen Reiches erheblich.
Um 1960 wurde, zunächst unter dem Patrozinium „Christkönig“ die Kirchengemeinde gegründet. Ihre Gottesdienste fanden zunächst im Saal der Waldwirtschaft „Escheberg“ statt.
Nach Schließung der Gaststätte wurden ihre Gebäude von der Kirche erworben und die heutige Heilig-Kreuz-Kirche erbaut. Der Saal der Waldwirtschaft wurde abgerissen, das ehemalige Gasthaus steht heute noch. Am 27. September 1969 erfolgte die Grundsteinlegung der Kirche, und am 12. Dezember 1970 durch Bischof Heinrich Maria Janssen ihre Konsekration.
Seit dem 1. November 2006 gehört die Kirche zur Pfarrgemeinde „Zu den heiligen Engeln“ in Peine, die selbstständige Pfarrgemeinde „Hl. Kreuz“ in Dungelbeck wurde in diesem Zusammenhang aufgehoben. Bereits in den letzten Jahren vor der Zusammenlegung war die Kirche von Peine aus seelsorglich mitbetreut worden. Ebenfalls seit dem 1. November 2006 gehört die Kirche zum Dekanat Braunschweig. Zuvor gehörte sie zum Dekanat Peine, das zu diesem Zeitpunkt aufgelöst wurde.

## Architektur und Ausstattung
Die in rund 79 Meter Höhe über dem Meeresspiegel gelegene Kirche wurde nach Plänen von Josef Fehlig vom Diözesanbauamt erbaut, ausgeführt als Betonfertigteilkirche mit freistehendem, kreuzbekrönten Glockenturm.
Das Hauptschiff der Kirche bietet 162 Sitzplätze, dazu kommen noch 8 Sitzplätze in der zum Hauptschiff offenen Marienkapelle. Der Altarraum wird von einem freihängenden Kruzifix und dahinter befindlichen Bildern mit Kreuzigungsszenen dominiert. An den vier Enden der Kreuzbalken sind die vier Evangelistensymbole dargestellt. Zur Ausstattung gehören unter anderem Statuen des Jesuskindes mit dem Monogramm IHS auf seiner Brust und der Heiligen Familie, ferner eine Pfeifenorgel, ein Taufbecken und 14 Kreuzwegstationen. Ein Beichtstuhl ist in die Rückwand der Kirche eingelassen. In der Marienkapelle befindet sich eine Marienstatue, vor der Opferkerzen aufgestellt werden können.
Von diesem Kirchentyp wurden im Bistum Hildesheim eine Reihe weiterer Kirchen erbaut, so 1969 in Altenwalde und Sudmerberg, 1970 in Meckelfeld und Poggenhagen, 1971 in Afferde, Hohegeiß, Luthe, Meine, Schwanewede und Winsen (Aller), 1972 in Gifhorn, Ronnenberg, Stederdorf und Wittingen, 1974 in Vorwerk, 1975 in Dransfeld, Münchehof und Rodenberg, und 1976 in Rhüden.